# Dolores (El Abra)
Dolores es un municipio perteneciente a  la provincia de El Abra en la Región Administrativa de La Cordillera (RAC) situada al norte de la  República de Filipinas y de la isla de Luzón, en su interior. 

## Geografía
Tiene una extensión superficial de 48,53 km² y según el censo del 2007, contaba con una población de 10 787 habitantes, 11 499 el 1 de mayo de 2010 formando 2 441 hogares.

### Ubicación
| Noroeste: Nueva Era | Norte: San Juan | Noreste: La Paz      |
| Oeste: La Paz       |                 | Este: Lagangilang    |
| Suroeste: Tayun     | Sur: Tayun      | Sureste: Lagangilang |

Su posición UTM es TV65 y su referencia Joint Operation Graphics es NE51-09. Se encuentra a una altitud de 75 metros sobre el nivel del mar.

## Barangayes
Dolores se divide administrativamente en 15 barangayes, 13 rurales y 2 urbanos.
| Barangay             | Población (2007) | Población (2007) |
| -------------------- | ---------------- | ---------------- |
| Bayaan               | 447              | 437              |
| Cabaroan             | 428              | 561              |
| Calumbaya            | 447              | 434              |
| Cardona              | 561              | 463              |
| Isit                 | 802              | 726              |
| Kimmalaba            | 883              | 889              |
| Libtec               | 561              | 638              |
| Lub-lubba            | 266              | 295              |
| Mudiit               | 1,362            | 1 439            |
| Namit-ingan          | 411              | 617              |
| Pacac                | 663              | 605              |
| Dolores (Población). | 2,071            | 2 257            |
| Salucag              | 404              | 551              |
| Talogtog             | 1,083            | 1 162            |
| Taping               | 388              | 425              |

## Historia
A finales del siglo XIX el poblado de Dolores formaba parte del partido judicial de El Abra,   provincia de Filipinas, Audiencia Territorial de Manila. Contaba con una población de 3 230 habitantes.